# 西北区 (越南)
西北区（越南语：／），是越南民主共和国初期的区级政区之一，首府山罗市社，今属莱州省、奠边省、山罗省、老街省和安沛省。

## 地理
西北区位于越南西北部，北接中国云南省，西和南接老挝，东接越北联区河江省、宣光省、富寿省和第三联区和平省。

## 历史
阮朝时，西北区属于兴化省，由当地土民领袖世袭统治。法属以后，殖民政府任命当地领袖刁文持为莱州道管道，世袭统治莱州、山罗一带。
第二次世界大战结束后，法国重返越南，与越盟领导的越南民主共和国发生冲突。1946年，第一次印度支那战争爆发，法国军队占领北越平原地带，越南民主共和国政府退往山区，继续抵抗法军。法国为了打击越盟，在北越山区省份授意少数民族领袖组建自治政权，与越盟相抗。以刁文持之子刁文龙为首的泰族贵族，在山罗省和莱州省组建了泰族自治区。而越南民主共和国政府则将西北各省先后划归第十联区和越北联区管辖。
1953年1月28日，越南民主共和国为了应对解放西北各省的新形势，将老街、安沛、山罗和莱州4省从越北联区中划出，成立西北区，首府山罗市社。
1954年，越盟在奠边府击败法军和土著军队，取得了奠边府战役大捷，完全控制了西北各省。泰族自治区灭亡。
1955年4月29日，越南政府以莱州省、山罗省和老街省丰收县、安沛省申渊县、文振县设立泰苗自治区，随后撤销西北区。

## 行政区划
西北区下辖老街省、安沛省、莱州省和山罗省4省。